# 장도영
장도영(張都暎, 1923년 1월 23일 ~ 2012년 8월 3일)은 대한민국의 군인이자 정치인이다. 장면 내각의 두 번째 육군 참모총장이었고, 5·16 군사 정변 직후 초대 국가재건최고회의 의장을 지냈다.

## 생애

### 생애 초기
장도영은 1923년 1월 23일에 평안북도 용천군에서 출생하였으며 지난날 한때 평안북도 선천에서 잠시 유아기를 보낸 적이 있는 그는 신의주고등보통학교를 졸업한 이후 일본으로 건너가 도요 대학교에 입학하여 1944년 졸업했다. 일제의 패망을 맞아 선천으로 돌아와 모교인 신의주중학교에서 교편을 잡고 후배 양성에 주력하던 1945년 11월 23일 신의주 반공 학생 의거가 발생한 이후 소련 군정과 공산주의자들에 의한 반공인사 탄압이 강행됨에 따라 피신하여 월남을 결행하고 서울로 내려왔다.

### 초기 활동
그는 일제강점기 무렵 일본군 장교였으며 광복 후 국군에 입대하였다. 당시 그는 당시 미 군정청 군사고문으로 있던 이응준으로부터 군사영어학교에 입교하라는 권고를 받고 1946년 2월 군사영어학교에 입교하여 1946년 3월 졸업한 후 육군 참위로 임관했다.
약 1개월의 교육훈련을 마치고 1946년 3월 23일 군번 10080을 부여받은 뒤 국방경비대 육군 참위로 임관하여 대구에 주둔 중이던 국방경비대 제6연대 1중대 소대장에 보직되었고, 그해 가을에는 중위로 진급하여 이리의 제3연대 2중대장으로 진급한 후, 제3연대 제3대의 신설에 참여한 뒤 신설 3연대 3대의 초대 대대장으로 부임하였다.
1947년 9월 태능의 국방경비사관학교로 전보되어 제5기 생도대의 중대장이 되었으며, 1948년 7월에는 부산의 육군 제5연대장으로 부임하였다. 1948년 여순 육군 제14연대 반란 사건 당시 반란 가담자였던 박정희가 무기징역을 언도받자 도움을 주었다는 설이 있다. 백선엽 등에 의해 박정희 구명운동이 있자 그는 적극 호응하였다. 1949년 6월 육군 수도사단 제9연대장으로 승진 하였고, 이어 그 해(1949년) 11월 육군본부 정보국 국장으로 부임하였다.

#### 한국 전쟁 이후
1950년 한국 전쟁에 참전하였고 김종오 대령의 후임으로 6사단장으로 부임한다. 6사단장으로 부임한후 사창리 전투에서 패배하였으나 병력을 수습한 뒤 후퇴하였다. 이후 용문산 전투에서 중공군 3개 사단, 3만명을 막아내며 대승을 거두었다. 휴전 이후 1953년 6월 육군 제8사단장, 1954년 2월 육군 제2군단장 등을 거쳐  그해 10월 육군 중장으로 승진했다. 이후 1955년 5월에 육군본부로 돌아와 기획참모부장, 행정참모부장, 참모차장 등을 역임한 후 1956년 육군참모차장에 취임했고, 1957년 7월 다시 육군참모차장에 연임되었으며 육군 제2군사령부 사령관을 거쳐 5.16 군사 정변 이전에 제2공화국 출범 이후 장면 국무총리에 의해 발탁되어 육군참모총장으로 재직했다. 
1960년 국무총리 장면이 그를 육군참모총장으로 발탁하자 내부의 반발에 봉착했다. 국회의원 이철승은 그가 겉과 속이 표리부동하다며 참모총장 인준을 반대했고, 민주당 신파에서는 그가 쿠데타를 일으킬 위험이 있는 인물이라며 부정적으로 봤다. 외무부 장관 정일형은 이한림 중장과 최경록 중장 중에서 고르는 것이 어떻느냐며 부정적인 시각을 드러냈으나, 각계의 반대를 극복하고 참모총장에 등용되었다. 마찬가지로  장면 역시 그의 선대가 평북이므로 서북계로 분류되며, 부정적으로 보는  경향도 있었지만, 등용되었다.

### 5.16 군사정변

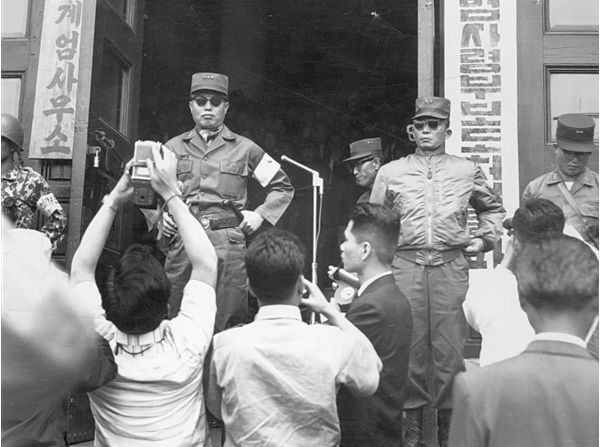
5월 20일, 박정희와 함께 구 서울시청앞 에서

1961년 5월 9일 5·16 군사 정변 일주일 전 장면은 이를 확인하기 위하여 당시의 육군 참모 총장인 장도영을 불렀다. 장면이 입수한 정보는 박정희(朴正熙) 소장을 주동으로 한 일부 군인들이 쿠데타 모의를 진행하고 있다는 것이었다. 장면은 자신이 입수한 정보를 장도영에게 전하고 “이것이 어떻게 된 일인가?”라고 물었다. 내 말을 들은 장도영은 “천만의 말씀이십니다. 그런 일이 있겠습니까?”라고 대답했다 한다.
장면에 의하면 “참모 총장이 먼저 알아서 나에게 보고해야 될 성질의 사건을 반대로 내가 참모 총장에게 지시하고 있으니 책임 지고 내사해 보시오.” 이러한 내 말에도 “알아는 보겠습니다만, 그럴 리가 없습니다” 라는 대답이 반복될 뿐이었다는 것이다.
5월 16일 민주당 정권하에서의 정치적 혼란을 틈타 박정희 소장이 5·16 군사정변을 일으키자 이에 대해 적극적인 반대나 찬성을 하지 않는 모호한 태도를 보여 사실상 군사정변을 방조하기도 했다는 의혹이 있었지만 본인은 당시 쿠데타 음모를 하루전에야 알았고,쿠데타 세력에 대해 방첩대를 동원해 조사를 실시했으나 거짓보고로 실패했고 쿠데다 동조 세력이 아니였다고 주장했다.
5월 19일 밤 박정희와 장도영은 청와대를 찾아와 윤보선의 사퇴를 만류했다. 그러나 그 만류는 시늉이었다. 장도영에겐 윤보선이 좀더 필요했던 것 같으나, 박정희는 윤보선의 사퇴를 속 시원하게 생각하고 있었다.
5월 20일 상오 외무부 차관 김용식이 윤보선에게 “유일한 헌법기관인 대통령의 이 시점에서의 하야는 국제법상 새 정부의 승인문제를 복잡하게 할 우려가 있다.”고 설명했다. 김용식은 이 점을 박정희에게도 설명했다. 5월 20일 오후 2시 윤보선, 박정희, 장도영, 김용식 4자 회담이 열렸다. 이 자리에서 김용식은 다시 “만일 각하가 사임한 뒤 이북이 남침하면 외국과 유엔에 호소하려 해도 대한민국을 대표하여 호소할 기관이 없다.”며 사임재고를 요청했다. 재고 요청에 박정희와 장도영도 가세했고, 미국의 만류도 있었다.

노태우에게 연행되는 장도영.

6월 6일 대통령 윤보선을 수행하여 현충일 행사에 참석하였다. 현충일 행사에서 그는 제2공화국을 비판하였다.
국민의 희망과 기대속에 제2공화국은 탄생하였으나 여전히 부패와 부정에서 탈피 못하고 쟁파만을 일삼고 권력쟁탈에 급급함으로써 구악의 독소는 오히려 조장되어 국민의 기대는 수포로 돌아가고 절망과 기아에서 허덕이게 되는 현실을 피안히 대와처럼 보고만 있을 수 없어 혁명의 봉화를 들고 국민이 선두에서 궐기하였고...(이하 중략)...새로운 광명을 시작하는 혁명을 이룩하였습니다...(이하 생략)...

1961년 군사정변이 성공하자 군사혁명위원회 의장, 계엄사령관, 국가재건최고회의 의장, 내각수석 장관, 국방부장관으로 추대되었다. 같은 해 6월 정변 주체세력에 의해 해임되고 8월 22일 중장으로 예편되었다. 이후 박정희의 중앙정보부에 의해 '반혁명' 혐의로 기소되었다. 이 때 장도영을 체포 연행한 대위가 노태우였다.
1963년 3월 무기징역을 선고받았으나, 5월 형집행면제로 풀려났다.

### 미국행과 사망
1963년 미국으로 건너가 1969년 위스콘신 대학교 교수를 지냈고 1993년까지 교수로 재직하였다. 2011년 5월 무렵 미국 플로리다주 올랜도에서 알츠하이머병과 파킨슨병의 합병증으로 투병하다가 지병으로 2012년 8월 3일 89세의 나이로 별세하였다.

## 평가

### 부정적 평가
- 장도영은 4.19 후 제일 먼저 숙청돼야 할 정군 대상에 들어가 있었다.[9] 이승만 정권, 특히 이기붕하고 너무나 밀착돼 있다는 얘기를 들었고 '이기붕 양자'라는 얘기까지 들었다.[9]

### 긍정적 평가
- 장도영은 물론 그 부인도 영어를 잘했고 이게 미 8군 내에서 인기가 아주 좋았던 점이 작용했다.[9] 이런 장도영을 참모총장으로 매그루더가 현석호 국방장관한테 추천한다.[9]

## 학력
- 평안북도 신의주고등보통학교 졸업
- 일본 도요 대학교 철학과 학사
- 대한민국 군사영어학교 1기 졸업
- 대한민국 통위부 보병학교 졸업
- 미국 육군참모대학교 졸업
- 미국 미시간 대학교 대학원 정치학 석사
- 미국 미시간 대학교 대학원 정치학 박사

## 저서
- 장도영 (2001년). 《망향》. 서울: 숲속의 꿈. ISBN 9788995007280.

## 같이 보기
- 5·16 군사정변
- 제2공화국
- 장면
- 박정희
- 김종필
- 이한림
- 최경록
- 윤보선
- 현석호

## 장도영을 연기한 배우들
- 김동현 - 1989년 (제2공화국) 문화방송 드라마
- 노주현 - 1993년 (제3공화국) 문화방송 드라마
- 현석 -1998년 (삼김시대) 드라마
- 이경영 - 2002년~2003년 (야인시대) sbs 드라마

## 참고 문헌
- 국방부 군사편찬연구소, 《태극무공훈장에 빛나는 6.25전쟁 영웅》 (국방부, 2003)
- 국방부, 《자유민에게 전해다오》1 (국방부, 1955)
- 국방부, 《호국전몰용사공훈록》3 (국방부, 1997)
- 육군본부, 《한국의 전쟁영웅들》 (육군본부, 1992)
- 육탄 10용사 현충회, 《육탄 10용사》 (도서출판 법정, 1986)
- 이원복, 《호국용사 100선》 (명성출판사, 1976)
- 국방부, 《한국전쟁사》8 (국방부, 1975)
- 국방부, 《호국의 별》 (국방부 정훈국, 1982)